# جایزه موسیقی اکو
جایزه موسیقی اکو (سبک‌شده به صورت ECHO, تلفظ آلمانی: [ˈɛço]) یک تقدیر توسط اتحادیه شرکت‌های ضبط کننده موسیقی آلمان برای شناسایی موفقیت برجسته در صنعت موسیقی است. اولین مراسم جوایز اکو در سال ۱۹۹۲ برگزار شد. برنده هر سال با فروش آثار سال قبل مشخص می‌شود. در آوریل ۲۰۱۸، به دنبال جنجال در مورد مراسم آن سال، انجمن فدرال صنعت موسیقی پایان مراسم جایزه را اعلام کرد.